# Balatonszentgyörgy
Balatonszentgyörgy é um município da Hungria, situado no condado de Somogy. Tem 23,68 km² de área e sua população em 2019 foi estimada em 1.584 habitantes.